# Kabelverschraubung
Eine Kabelverschraubung ist eine Kabeleinführung in der Funktionsweise einer Stopfbuchse, die besonders gute Dichtung eines Kabels, einer Leitung oder eines isolierten Leiters bei dessen Durchgang durch eine Gehäusewand oder ein Schott bietet. Sie darf auch andere Funktionen, wie beispielsweise Funktionserdung (Potentialausgleich), Isolation, Knickschutz, Zugentlastung oder eine Kombination von diesen bieten.

## Allgemeines

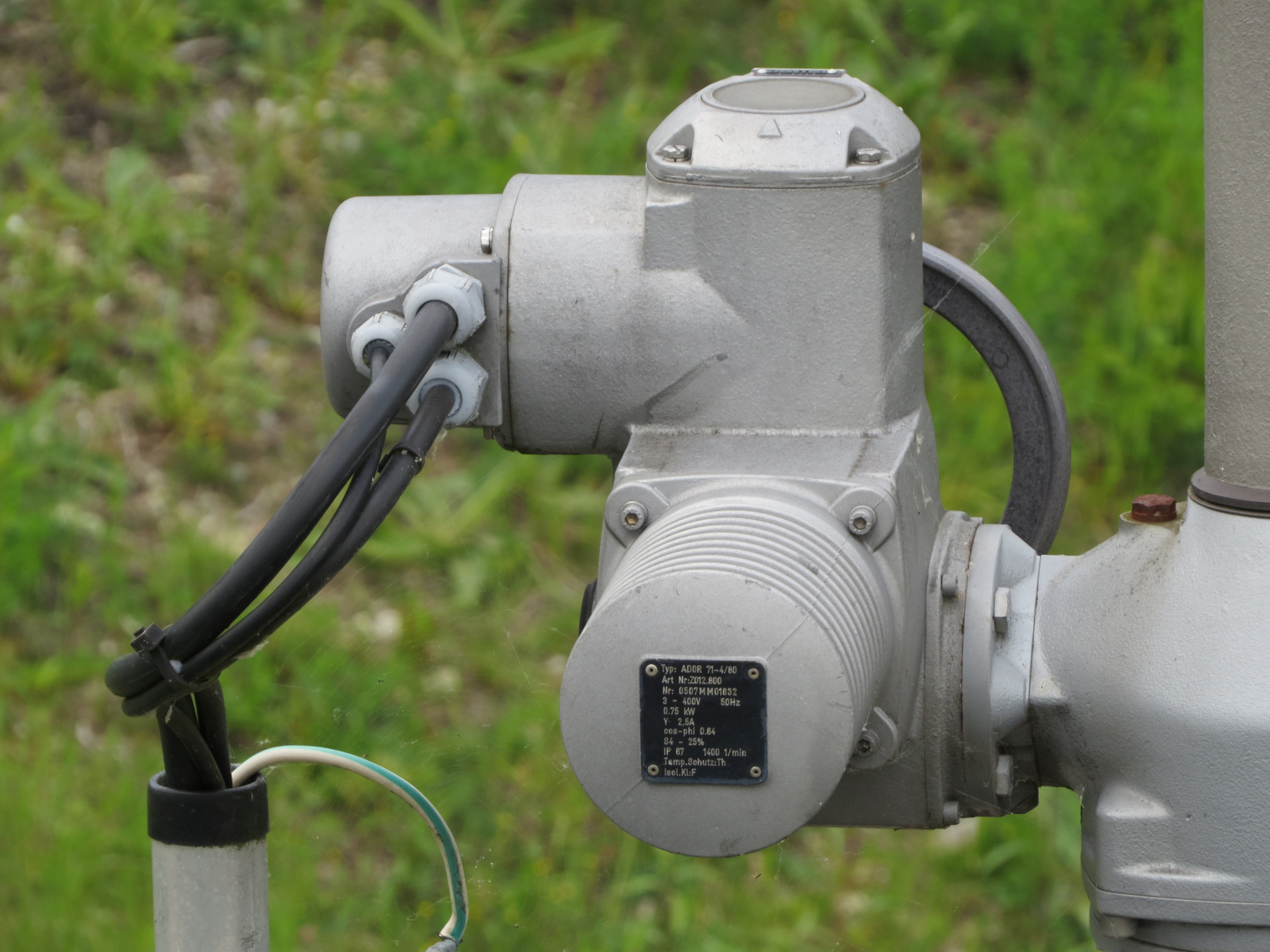
Kabelverschraubungen bei einem Drehantrieb für Schieber in Melk, Österreich

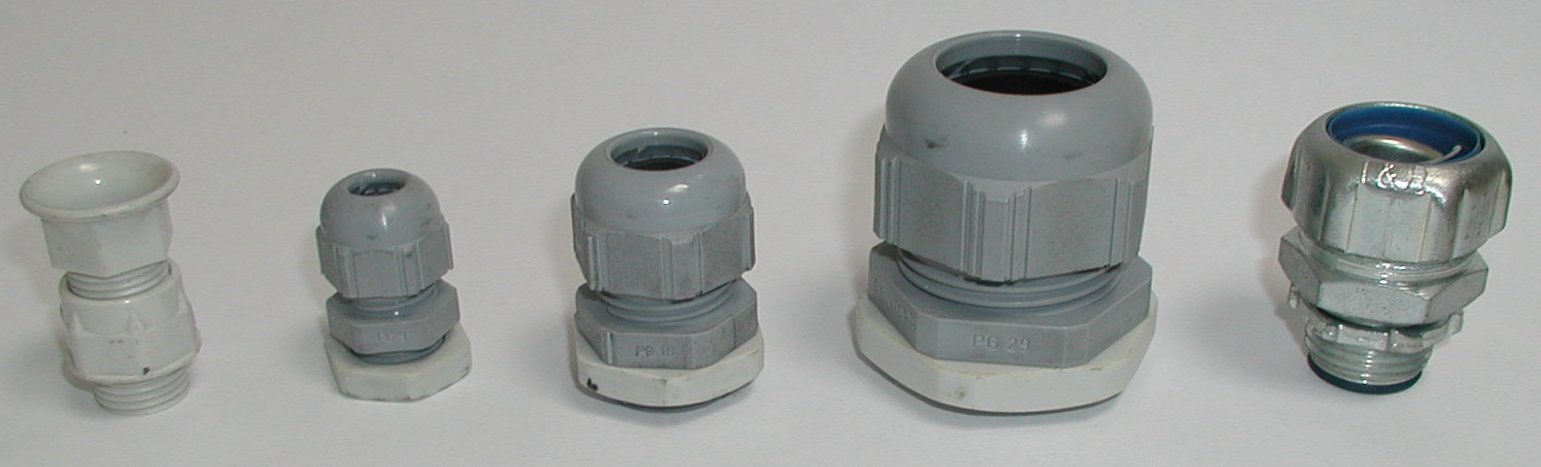
Verschiedene Größen von Kabelverschraubungen

Eine Kabelverschraubung schützt ein elektrisches Betriebsmittel (zum Beispiel Schaltschrank, Abzweigdose) vor mechanischen Einflüssen, Staub und Feuchtigkeit, indem sie ein Kabel fest und dicht mit dem Gehäuse verbindet. Heute sind metrische Gewinde nach EN 60423 vorgeschrieben.  Weiterhin verwendet werden auch noch Kabelverschraubungen mit Stahlpanzerrohrgewinde (PG), sogenannte PG-Kabelverschraubungen und, besonders im amerikanischen Markt, die selbstdichtenden NPT-Gewinde.
Die Kabelverschraubung wurde Mitte der 1960er Jahre von Otto Pflitsch aus Hückeswagen als „stopfbuchsenartige Einführung elektrischer Kabel“ entwickelt und zum Patent angemeldet (Deutsches Patentamt, Patentnummer 1 263 134, erteilt am 3. Juli 1966). Bei den ersten Kabelverschraubungen wurde ein Gummiring beim Anziehen der Druckschraube ans Kabel gequetscht und sorgte für die Abdichtung. Nach Einführung der Industrie-Kunststoffe wurde der Gummiring um Klemmlamellen ergänzt, um die Zugentlastung zu erhöhen. Dabei kann es aber zu Einschnürungen des Kabelmantels kommen, was langfristig die Dichtigkeit reduziert.
Als Alternative dazu entwickelten Otto und Harald Pflitsch Ende der 1960er Jahre mit der „Uni Dicht“ eine Kabelverschraubung, bei der ein großer Dichteinsatz weich an das Kabel gequetscht wird.
Für die EMV-gerechte Installation können die Kabelverschraubungen aus Messing mit EMV-Einsätzen ergänzt werden, was die gesonderte Lagerhaltung von speziellen EMV-Kabelverschraubungen erspart. Zu den speziellen Lösungen gehören Hygiene-Kabelverschraubungen aus Edelstahl und Kunststoff – zertifiziert nach EHEDG für die Lebensmittel-Industrie – mit glatten, abgerundeten Oberflächen und spaltfreier Montage, die Verschmutzungsnester verhindern und sich gut reinigen lassen. Für den Brandschutz im Bahnverkehr nach EN 45545-2 sorgen Kabelverschraubungen mit speziellen Dichteinsätzen, die Feuer und Rauch mindestens 15 Minuten standhalten müssen.
Darüber wird für Kabelverschraubungen eine Mindest-Schutzart von IP54 gefordert. Marktüblich sind Schutzarten wie IP65/IP66 (staub- und wasserstrahlgeschützt) und IP68/IP 69K (staub- und wasserdicht) zum Schutz von Menschen gegen potentielle Gefährdung bei deren Benutzung verfügbar.
Im Gegensatz zum Würgenippel, der nur abdichtet, fixiert die Kabelverschraubung das Kabel.
Für mit Stecker vorkonfektionierte Kabel eignen sich teilbare Kabelverschraubungen. Eine Kabel- und Leitungsdurchführungseinrichtung ist eine Einführungseinrichtung, vorgesehen für ein oder mehrere Kabel und Leitungen, mit einer Abdichtung aus einem oder mehreren separaten Bauelementen aus einem Elastomer oder Teilen von Bauelementen (modulare innere Dichtung), die gegeneinander zusammengepresst sind, sobald die Einrichtung zusammengebaut und wie vorgesehen montiert ist. Verfügbar sind Einzelverschraubungen sowie Flanschsysteme mit mehreren integrierten Kabelverschraubungen. Je nach Modell können diese teilbaren Kabelverschraubungen Schutzarten bis IP66 / IP68 erreichen.
Je nach Anwendungsfall können auch Kabelverschraubungen mit einer Bürstendichtung eingesetzt werden. Da diese jedoch nicht die Anforderungen von IP68/IP69K erfüllen, sondern lediglich gegen Staub und Zugluft abschirmen, eignen sie sich primär für die Einführung von Leitungen in Netzwerkschränke, Schaltkästen oder Schaltschränke.
Kabel- und Leitungsdurchführungseinrichtungen können auch als Ex-Verschlussstopfen dienen, wenn die Bauelemente aus Elastomer für diese Funktion vorgesehen sind. (Quelle: DIN EN 60079-0 (VDE 0170-1):2014-06) Diese bestehen aus insgesamt drei Teilen, dem zweigeteilten Verschraubungskörper und einem geschlitzten Dichtelement. So können vorkonfektionierte Leitungen eingeführt werden, ohne dass die Stecker abgelötet werden müssen. Alternativ können auch teilbare Kabeleinführungssysteme eingesetzt werden. Diese ermöglichen es, eine große Anzahl an konfektionierten Kabeln einzuführen und abzudichten.

## Werkstoffe

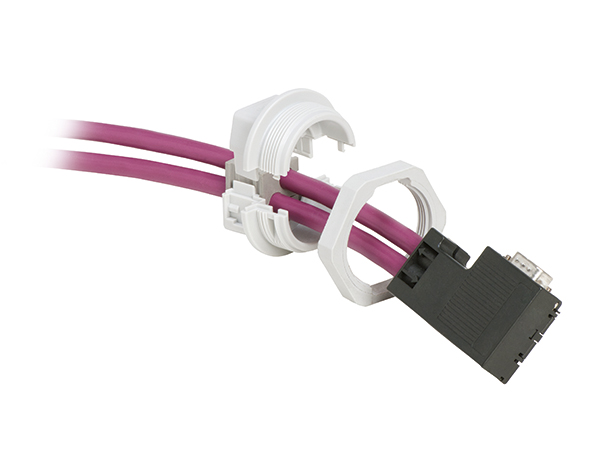
Teilbare Kabelverschraubung zur Einführung von vorkonfektionierten Kabeln

Kabelverschraubungen sind aus Kunststoff und Metall (Messing und Edelstahl) erhältlich. Die Kunststoff-Kabelverschraubungen sind z. B. in der Materialqualität Polyamid 6 erhältlich. Die Metall-Kabelverschraubungen sind z. B. in vernickeltem Messing oder Edelstahl erhältlich.
Bei Standardanwendungen ohne extreme Witterungseinflüsse sollten Kabelverschraubungen aus Kunststoff gewählt werden. Bei starken Wetterbedingungen wird vernickeltes Messing benötigt. Bei einem hohen Grad an chemischen Belastungen, Korrosionen oder Salzeinwirkungen ist Edelstahl einzusetzen.

## Technische Daten
Im Folgenden sind die üblichen Größen und Gewindetypen von Kabelverschraubungen nach EN 60423 angeführt:
| Nenngröße          | Außen- durchmesser (in mm) | Steigung           | Bohrungs- durchmesser (in mm) |
| Metrisches Gewinde | Metrisches Gewinde         | Metrisches Gewinde | Metrisches Gewinde            |
| ------------------ | -------------------------- | ------------------ | ----------------------------- |
| M6 × 0,75          | 6,0                        | 0,75               | 6,0+0,2                       |
| M8 × 1             | 8,0                        | 1,0                | 8,0+0,2                       |
| M10 × 1            | 10,0                       | 1,0                | 10,0+0,2                      |
| M12 × 1,5          | 12,0                       | 1,5                | 12,0+0,2                      |
| M16 × 1,5          | 16,0                       | 1,5                | 16,0+0,2                      |
| M20 × 1,5          | 20,0                       | 1,5                | 20,0+0,2                      |
| M25 × 1,5          | 25,0                       | 1,5                | 25,0+0,2                      |
| M32 × 1,5          | 32,0                       | 1,5                | 32,0+0,3                      |
| M40 × 1,5          | 40,0                       | 1,5                | 40,0+0,3                      |
| M50 × 1,5          | 50,0                       | 1,5                | 50,0+0,4                      |
| M63 × 1,5          | 63,0                       | 1,5                | 63,0+0,4                      |
| M75 × 1,5          | 80,0                       | 2,0                | 75,0+0,5                      |
| M90 × 2,0          | 90,0                       | 2,0                | 90,0+0,5                      |
| M110 × 2,0         | 110,0                      | 2,0                | 110,0–0,5                     |
| PG-Gewinde         |                            |                    |                               |
| PG 7               | 12,5                       | 1,27               | 13,0 ± 0,2                    |
| PG 9               | 15,2                       | 1,41               | 15,7 ± 0,2                    |
| PG 11              | 18,6                       | 1,41               | 19,0 ± 0,2                    |
| PG 13,5            | 20,4                       | 1,41               | 21,0 ± 0,2                    |
| PG 16              | 22,5                       | 1,41               | 23,0 ± 0,2                    |
| PG 21              | 28,3                       | 1,558              | 28,8 ± 0,2                    |
| PG 29              | 37,0                       | 1,558              | 37,5 ± 0,3                    |
| PG 36              | 47,0                       | 1,558              | 47,5 ± 0,3                    |
| PG 42              | 54,0                       | 1,558              | 54,5 ± 0,3                    |
| PG 48              | 59,3                       | 1,558              | 59,8 ± 0,3                    |
| NPT-Gewinde        |                            |                    |                               |
| NPT 1⁄4″           | 13,7                       | 1,41               | 14,1–0,2                      |
| NPT 3⁄8″           | 17,1                       | 1,41               | 17,4–0,2                      |
| NPT 1⁄2″           | 21,3                       | 1,81               | 21,6–0,2                      |
| NPT 3⁄4″           | 26,7                       | 1,81               | 27,0–0,2                      |
| NPT 1″             | 33,4                       | 2,21               | 33,7–0,2                      |
| NPT 1 1⁄4″         | 42,2                       | 2,21               | 42,5–0,2                      |
| NPT 1 1⁄2″         | 48,3                       | 2,21               | 48,7–0,2                      |
| NPT 2″             | 60,3                       | 2,21               | 60,7–0,2                      |

## Ablösung der PG-Gewinde
Die insbesondere im deutschen Sprachraum bei Kabelverschraubungen üblichen PG-Kabelverschraubungen mit Panzergewinde nach der DIN-Norm DIN 46320 (abgelöst durch DIN EN 50262, mittlerweile ersetzt durch DIN EN 62444) sind nur noch in Ausnahmefällen bei neuen Kabelverschraubungen zulässig und werden zunehmend durch metrische Gewinde ersetzt. Zehn alte PG-Größen sind nun durch acht neue metrische Größen ersetzt worden. Eine Eins-zu-Eins-Zuordnung ist nicht möglich.
| alt (DIN 40430) | neu (EN 60423) |
| --------------- | -------------- |
| PG 7            | M12 × 1,5      |
| PG 9            | M16 × 1,5      |
| PG 11           | M20 × 1,5      |
| PG 13.5         |                |
| PG 16           | M25 × 1,5      |
| PG 21           | M32 × 1,5      |
| PG 29           |                |
| PG 36           | M40 × 1,5      |
| PG 42           | M50 × 1,5      |
| PG 48           | M63 × 1,5      |